# Alizée
Alizée Jacotey (n. 21 august 1984, Ajaccio, Corsica, Franța) este o cântăreață franceză de muzică pop-rock.
Alizée este fiica unui inginer de calculatoare și a unei femei de afaceri. Are un frate mai mic, pe nume Johann.
Alizée a fost considerată ca fiind protejata lui Mylène Farmer, o cântăreață franceză de succes din Quebec, dar a încheiat colaborarea cu ea, momentan aflându-se la al treilea album din cariera sa de cântăreață, Psychédélices, primul realizat fără ajutorul lui Mylène si al lui Laurent Boutonnat.

## Biografie

### Primii ani de viață, înaintea succesului
Încă de la vârsta de 4 ani, Alizée a luat lecții de canto, teatru și dans. La vârsta de 5 ani, având înclinații spre această activitate și ocupându-se încă de dans, a fost înscrisă de părinți la școala "L'Ecole du Spectacle de Monique Mufragii" din Corsica, studiind până la vârsta de 15 ani. 
În 1995, la vârsta de 11 ani, Alizée a câștigat un concurs de colorat organizat de Air Outre Mer, o companie ce e acum achiziționată parțial de SwissAir. Desenul a luat primul loc și a fost reprodus pe cabina unui avion al companiei care a fost numit după numele ei. De asemenea, ea a câștigat și o excursie în Maldive.
În 2000, pe canalul Métropole 6, la emisiunea "Graines de star", Alizée a dorit să participe la concursul de dans organizat, dar nu a fost posibil deoarece concursul de dans era doar pentru grupe. A fost astfel înscrisa de prietenele ei, fără să știe, la concursul de intepretat organizat în cadrul aceleeași emisiuni. A fost chemată la casting, a luat proba și ajuns să cânte în fața unui întreg public melodia lui Axelle Red, "Ma prière". A câștigat premiul de "Meillure graine" pentru cea mai promițătoare voce.
Aflând că doi producători, Mylène Farmer și Laurent Boutonnat, sunt în căutarea unei voci tinere care să le interpreteze o melodie, Alizée a trimis caseta cu înregistrarea emisiunii, ajungând să cânte melodia devenită astăzi hit, "Moi... Lolita". Prietenele nu au aflat de acest lucru până într-o zi când, aflându-se într-o cafenea, au auzit la radio melodia și i-au recunoscut vocea. Abia atunci Alizée le-a spus că a înregistrat un cântec.

### Carieră
Alizée și-a făcut debutul muzical cu melodia "Moi... Lolita", primul single extras de pe albumul Gourmandises. "Moi...Lolita" este cea mai de succes melodie din cariera sa pana si in momentul de fata. Hitul s-a bucurat de succes în majoritatea tarilor din Europa, dar și în unele părți din Asia, ajungând în topuri în multe țări. Alizée este cunoscută din Franța și până în Mexic, Spania, Italia, Germania, Japonia, Taiwan. Odată cu acest hit, Alizée a fost catalogată drept o lolită. Însă melodia și versurile au fost realizate dinainte ca Alizée să înceapă colaborarea cu Mylène si Laurent.
Datorită lor, a apărut primul album, Gourmandises. A fost vândut în peste 1,300,000 de exemplare, devenind revelația anului 2000 in Franța. Alizée a ajuns în 2001 să fie cea mai bine vândută cântăreață franțuzoaică - peste 4 milioane de exemplare vândute la nivel global.  

Alizée en concert

Curând după primul extras, a urmat și cel de-al doilea, "L'Alizée". La scurt timp, al treilea extras, "Gourmandises", s-a bucurat de un nou clip. Al patrulea single s-a numit "Parler tout bas".
În 2003 si-a lansat si al doilea album, Mes courants électriques. Cu lansarea celui de-al doilea album, imaginea ei s-a schimbat. A evoluat pe toate planurile. Tinute noi, un look nou, o imagine diferita de cea creata de denumirea de lolita. Primul extras de pe acest album a fost "J'en ai marre", ce a avut succes și în Franța și la nivel european. Pe urma albumului, au fost inregistrate si 3 melodii in limba engleza pentru cei care nu vorbeau franceza: "I'm not twenty", "I'm fed up" si "Amelie". Al doilea single s-a intitulat "J'ai pas vingt ans", iar al treilea "A contre-courant". 
În iarna aceluiași an, Alizée a inceput turneul de concerte live in Franta, bucurandu-se de un enorm succes, umpland zeci de sali de concerte. De pe urma acestora, in 2004 a scos un DVD cu înregistrări din timpul lor, „Alizée en concert”. 
Dupa acest turneu, Alizee a luat o pauză în cariera sa de cântăreață.

### Relansarea: albumulPsychédélices(2008)
În anul 2007, moderatoarea site-ului Le Nid d'Alizée (Emilie), a postat pe site-ul sau o scanare a unui bilet semnat de Alizée. În acest bilet se spune:
„Salutări tuturor!

Vreau doar să vă spun că momentan sunt în studio... Noile melodii sunt superbe! Vă sărut și pe curând! Promit!”—Alizée, 31 martie 2006
Într-adevăr, după ce a stat 4 ani departe de scenă, Alizée a revenit în decembrie 2007 cu un nou album, Psychédélices, primul album din cariera realizat fara ajutorul lui Mylène Farmer si al lui Laurent Boutonnat. 
Albumul conține 11 piese, fiind realizat în colaborare cu Bertrand Burgalat, Daniel Darc, Oxmo Puccino, Jérémy Châtelain - soțul ei -, Michel-Yves Kochmann și Jean Fauque. 
Primul single extras de pe album este Mademoiselle Juliette, lansat pe data de 27 septembrie în cadrul emisiunii radio "Le 6/9", single pe care l-a interpretat și pe data de 3 decembrie în cadrul emisiunii "Stars Academy", împreuna cu o concurentă (prima apariție televizată de la revenirea în muzică). 
Al doilea single ce a beneficiat de promovare a fost "Fifty-Sixty", o poveste despre un model cunoscut. Pentru prima dată, un artist propune trei videoclipuri pentru o melodie. Primul este cel original, la versiunea propriu-zisă, celelalte două fiind videoclipuri pentru două remixuri ale acestui single. Alizée apare doar în versiunea originală și în videoclipul "David Rubato meets Alizée.
Începutul anului 2008 a prins-o în concertele susținute împreună cu grupul "Les Enfoires", un grup de cântăreți renumiți ce organizează concerte în scopuri caritabile. Este o parteneră mai veche a acestui grup, cântând pentru prima data alături de ei în anul 2001, în Lyon. 
Pe lângă toate emisiunile la care a fost prezentă la începutul anului, a participat și la concerte, publicul fiind dornic să o audă iarăși cântând pe scenă. 
În perioada în care nu mai cântă, Alizée a primit o mulțime de mesaje de la fanii mexicani, fapt pentru care a decis să meargă anul acesta și în țara lor. Evenimentul s-a produs în martie, când urma să aiba loc o sesiune de autografe. A petrecut acolo 4 zile, însă sesiunea nu a mai avut loc. Erau așteptați 500 de oameni, însa au venit mai bine de 4000 și, din motive de securitate, a fost anulată. Dar le-a promis că se va întoarce pentru a susține o serie de concerte. Lucru pe care l-a și facut. După concertul din 18 mai din Rusia, luna iunie a fost destinată concertelor în Mexic, unde a fost primită foarte bine. A scos și o nouă variantă a albumului "Psychédélices", conținand piesele, plus un DVD cu imaginile din călătoria precedentă în Mexic, dar și cele 4 videoclipuri de pană acum. Tot în Mexic a cântat și în premieră noua versiune a piesei "La Isla Bonita", un hit al Madonnei. 
Pe 23 octombrie va avea loc un mare concert la Paris, la Grand Rex. Biletele s-au pus deja în vânzare pe site-urile de specialitate franceze. Dupa acest concert, va merge în Nice, dupa care în Belgia.

### Viața personală
Chiar dacă a fost portretizată în primele două albume ca având o imagine de lolita, ca fiind sexy, Alizée a reușit să-și mențină o bună imagine publică. Spune despre ea ca este o persoana timidă, rezervată, foarte curioasă și generoasă. Chiar dacă are o carieră de cântăreață, ea preferă mai mult să danseze, având cunoștințe destul de aprofundate în dans clasic, jazz, balet, tap și flamenco. Dintre sporturi ea preferă fotbalul, fiind și suporter al echipei AC Ajaccio (Corsica). Detestă culoarea verde, dar ii place, în schimb, rozul. 
Alizée a participat și la concerte efectuate în scopuri caritabile. În 2001 și 2002 ea a concertat la Les Énfoires, un grup de celebrități franțuzești care organizează anual strângeri de fonduri. Și în momentul de față a lucrat la cel mai nou single al lor, "L'amitié".
În 2003 l-a cunoscut pe Jérémy Châtelain, un fost participant al emisiunii "Star Academy". S-au îndrăgostit, căsătorindu-se în secret pe data de 6 noiembrie 2003. Pe data de 29 aprilie 2005, primul lor copil s-a născut, o fetiță pe nume Anny-Lee, pe care încearcă să o protejeze cât mai mult de viața publică. Actualmente, familia se află în Paris. Din 2016 Alizée este căsătorită cu dansatorul Grégoire Lyonnet. În noiembrie 2019 a devenit mamă pentru a doua oară.

## Critică
| Name                      | Year |
| ------------------------- | ---- |
| M6 Music Award            | 2001 |
| DMX Music Award           | 2001 |
| NRJ Music Award           | 2001 |
| World Music Award         | 2002 |
| SACEM Prix Vincent Scotto | 2003 |

La lansarea primului single, "Moi... Lolita", criticile exprimate au fost variate. Criticii au afirmat că stilul lui Alizée este foarte asemănător cu cel al lui Mylène Farmer. Alții au spus că imaginea de lolita ar fi umbrit calitățile ei de solistă. În ciuda acestor critici, unii au fost de părere că muzica este frumoasă și au apreciat-o pozitiv. Unele din melodiile ei au fost catalogate ca fiind "balade dulci și foarte plăcute, cu o muzicalitate strălucitoare", prin care Alizée reușește "să stârnească mai multe sentimente și emoții decât obișnuitele dive ale muzicii pop". Pe primele două albume lansate, se găsesc o varietate de melodii, de la cele cu adrenalină mai crescută până la balade lente. Este prezent jocul de cuvinte specific lui Mylène.
Radio France Internationale a promovat albumul Gourmandises ca fiind Albumul săptămânii. "Pe albumul de debut al lui Alizée sunt 10 melodii create în mod profesional și cu expertiză de "fabrica de șlagăre Farmer". Versuri dulci și siropoase de muzică pop sunt înfășurate în mătăsoase synth-uri, viori și ritmuri techno atrăgătoare. Judecând și al doilea extras, L'Alize, se pare că echipa lui Mylène Farmer are formula câștigătoare.".

## Discografie

### Albume
| An   | Titlu                    | Poziția în topuri | Poziția în topuri | Poziția în topuri | Poziția în topuri | Poziția în topuri | Poziția în topuri | Poziția în topuri | Poziția în topuri | Poziția în topuri | Poziția în topuri | Poziția în topuri | Poziția în topuri |
| An   | Titlu                    | Austria           | Belgia            | Finlanda          | Franța            | Germania          | Italia            | Spania            | Elveția           | Polonia           | Grecia            | Ungaria           | Mexic             |
| ---- | ------------------------ | ----------------- | ----------------- | ----------------- | ----------------- | ----------------- | ----------------- | ----------------- | ----------------- | ----------------- | ----------------- | ----------------- | ----------------- |
| 2000 | Gourmandises             | 40                | 7                 | 26                | 1                 | 27                | 27                | 22                | 27                | 13                | 27                | 23                | -                 |
| 2003 | Mes courants électriques | -                 | 9                 | -                 | 2                 | 26                | 29                | -                 | 13                | -                 | 27                | 90                | -                 |
| 2004 | Alizée en concert        | -                 | -                 | -                 | 38                | -                 | -                 | -                 | -                 | -                 | -                 | -                 | 8                 |
| 2007 | Psychédélices            | -                 | 50                | -                 | 16                | -                 | -                 | -                 | 99                | 24                | -                 | -                 | 15                |

### Extrase
| An   | Titlu                               | Poziția în topuri | Poziția în topuri | Poziția în topuri | Poziția în topuri | Poziția în topuri | Poziția în topuri | Poziția în topuri | Poziția în topuri | Poziția în topuri | Poziția în topuri | Poziția în topuri | Poziția în topuri | Poziția în topuri | Poziția în topuri | Poziția în topuri | Poziția în topuri | Poziția în topuri | Poziția în topuri | Poziția în topuri | Poziția în topuri | Poziția în topuri | Poziția în topuri | Album                    |
| An   | Titlu                               | AT                | BE                | DK                | UK                | EE                | FR                | DE                | IL                | IT                | JP                | NL                | PL                | ES                | CH                | HK                | TW                | CR                | SV                | SL                | KR                | SK                | CZ                | Album                    |
| ---- | ----------------------------------- | ----------------- | ----------------- | ----------------- | ----------------- | ----------------- | ----------------- | ----------------- | ----------------- | ----------------- | ----------------- | ----------------- | ----------------- | ----------------- | ----------------- | ----------------- | ----------------- | ----------------- | ----------------- | ----------------- | ----------------- | ----------------- | ----------------- | ------------------------ |
| 2000 | Moi... Lolita                       | 5                 | 2                 | 9                 | 9                 | -                 | 2                 | 5                 | 1                 | 1                 | 1                 | 2                 | 2                 | 1                 | 11                | 1                 | 3                 | 5                 | 52                | -                 | -                 | -                 | -                 | Gourmandises             |
| 2000 | L'Alizée                            | 52                | 5                 | -                 | -                 | 1                 | 1                 | 43                | 21                | -                 | -                 | 63                | 9                 | -                 | 23                | -                 | -                 | -                 | -                 | -                 | -                 | -                 | -                 | Gourmandises             |
| 2001 | Gourmandises                        | -                 | 21                | -                 | -                 | -                 | 14                | -                 | -                 | -                 | -                 | -                 | -                 | -                 | 70                | -                 | -                 | -                 | -                 | -                 | -                 | -                 | -                 | Gourmandises             |
| 2001 | Parler tout bas                     | -                 | 15                | -                 | -                 | -                 | 12                | -                 | -                 | -                 | -                 | -                 | -                 | -                 | -                 | -                 | -                 | -                 | -                 | -                 | -                 | -                 | -                 | Gourmandises             |
| 2003 | J'en ai marre / I'm Fed Up          | 43                | 5                 | -                 | -                 | -                 | 3                 | 21                | 2                 | 23                | 2                 | 2                 | 3                 | 11                | 5                 | -                 | 1                 | -                 | 57                | 4                 | 1                 | 6                 | -                 | Mes courants électriques |
| 2003 | J'ai pas vingt ans / I'm Not Twenty | 60                | 20                | -                 | -                 | -                 | 17                | 59                | 15                | -                 | -                 | -                 | 5                 | -                 | 60                | -                 | -                 | -                 | -                 | -                 | 6                 | -                 | 14                | Mes courants électriques |
| 2003 | À contre-courant                    | -                 | 20                | -                 | -                 | -                 | 22                | -                 | 19                | -                 | -                 | -                 | 18                | -                 | 64                | -                 | -                 | -                 | -                 | -                 | -                 | -                 | 79                | Mes courants électriques |

Toate extrasele de pe albume au un video clip asociat.

### DVD-uri
- Alizée Concert (2004)